# 中野長者橋出入口
中野長者橋出入口（なかのちょうじゃばしでいりぐち）は、東京都中野区にある首都高速道路中央環状線の出入口である。熊野町JCT方面の入口および西新宿JCT方面の出口のみ設置されているハーフインターチェンジである。山手トンネルの途中に設けられている。熊野町方面から新宿駅周辺への最寄り出入口となる。2025年度中に入口はETC専用となる予定。
尚、建設中時代の仮称は「中野本町ランプ」であった。

## 歴史
- 2007年3月 - 名称が「中野本町ランプ」から現在の名称に正式決定される。[要出典]
- 2007年12月22日 - 供用開始。

## 接続道路
- 東京都道317号環状六号線（山手通り）

## 周辺
- 都営大江戸線 西新宿五丁目駅
- 東京都庁舎
- 西新宿
- 新宿中央公園
- 東京都道14号新宿国立線（方南通り）
- 東京工芸大学
- 中野区立向台小学校
- 中野区弥生地域センター
- 中野区立本町図書館
- 中野区立桃園小学校
- 朝日が丘児童館
- 東京メトロ丸ノ内線・都営大江戸線 中野坂上駅
- ハーモニースクエア
- 中野坂上サンブライトツイン

## 隣
首都高速中央環状線
(C23)初台南出入口 - 西新宿JCT - (C24)中野長者橋出入口 - (C25,C26)西池袋出入口

## ギャラリー

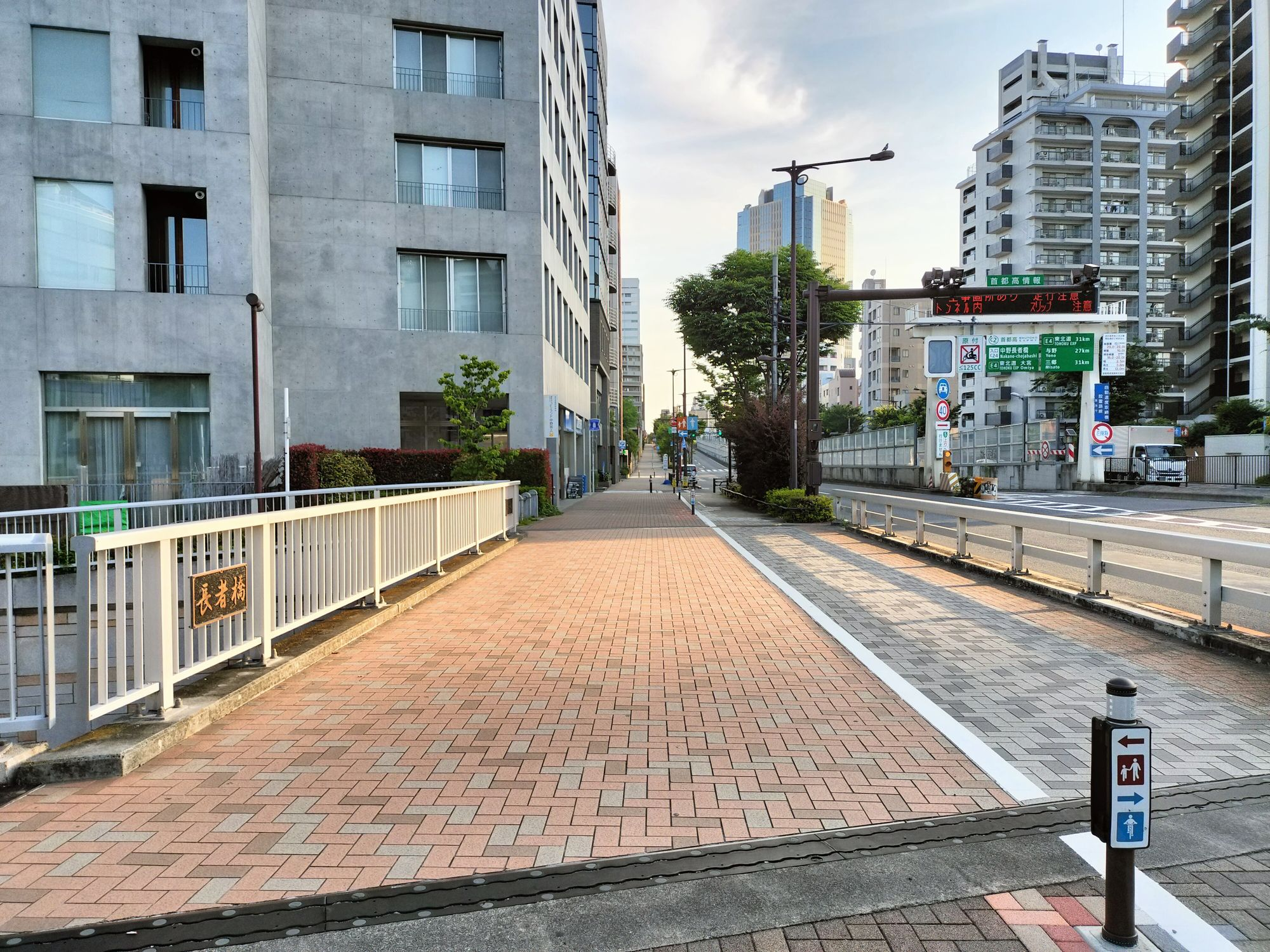
長者橋のそばにある。
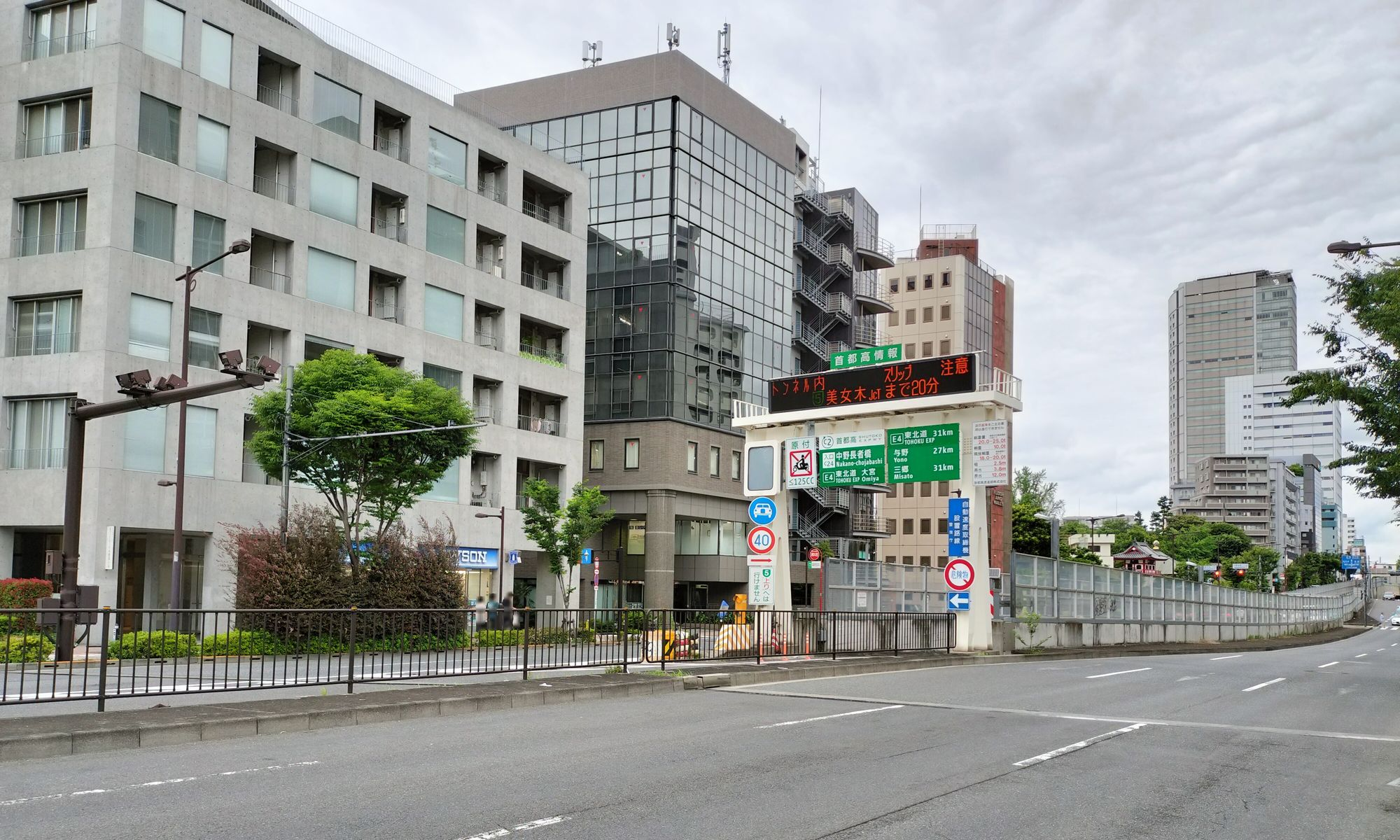
入口を南東から見る。
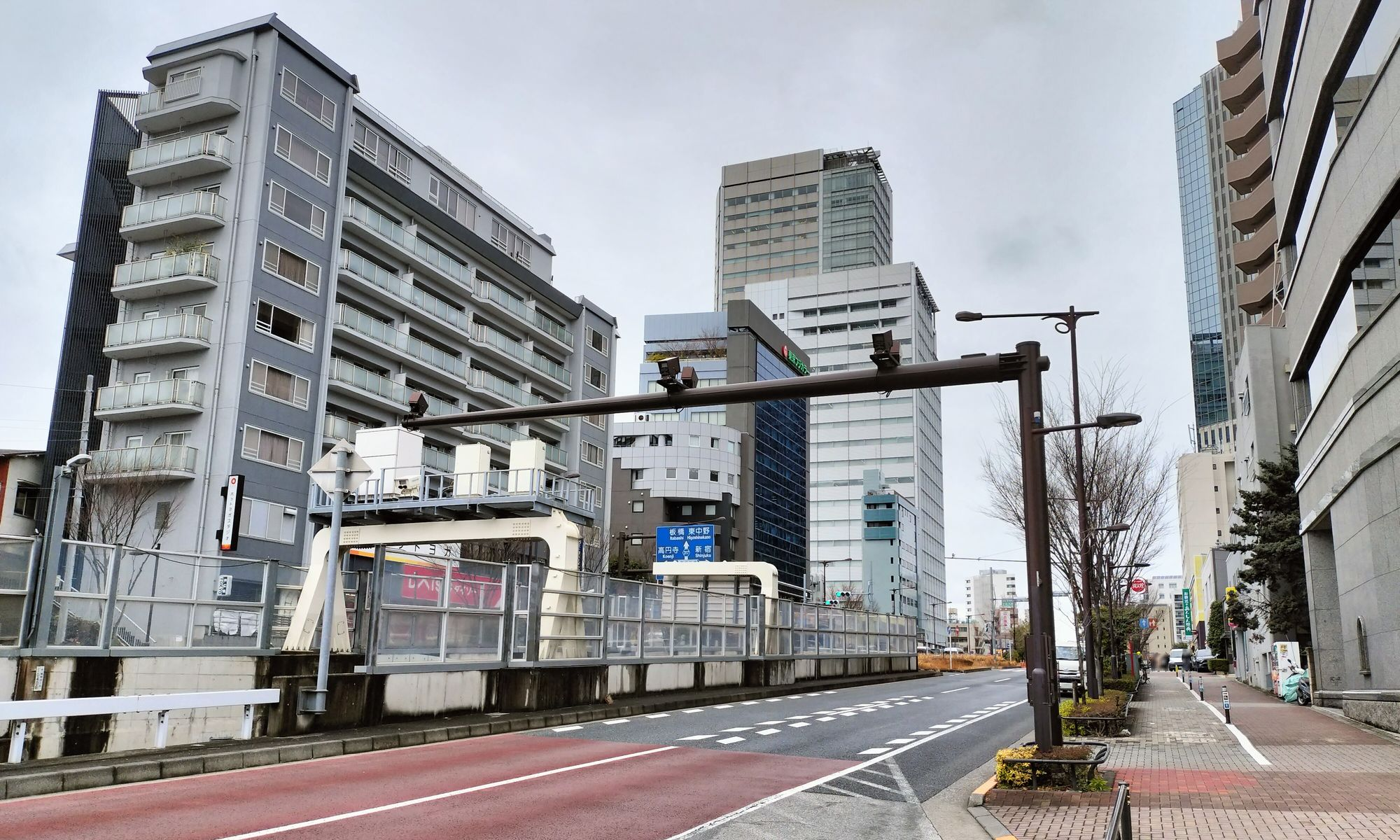
出口を南東から見る。
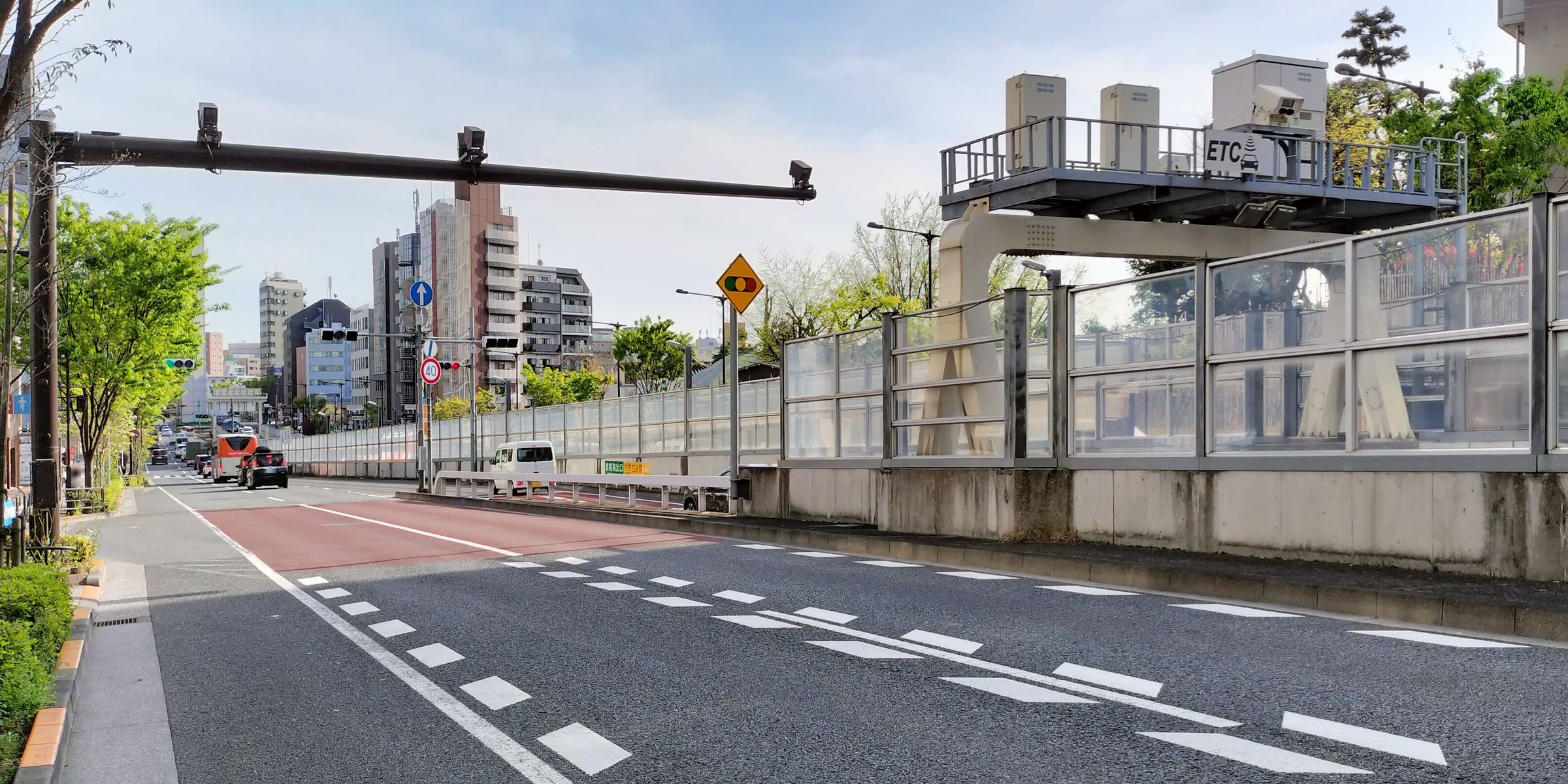
出口を北東から見る。